# Strongylosoma atroroseum
Strongylosoma atroroseum är en mångfotingart som beskrevs av Pocock 1894. Strongylosoma atroroseum ingår i släktet Strongylosoma och familjen orangeridubbelfotingar. Inga underarter finns listade i Catalogue of Life.